# کرایولا
کرایولا (انگلیسی: Crayola) شرکت گردشگری آمریکایی است، که در سال ۱۸۸۵ تأسیس شد.